# 대한민국 형법 제297조의2
대한민국 형법 297조의2는 유사강간에 대한 형법각칙의 조문이다. [본조신설 2012.12.18.]

## 조문
제297조의2(유사강간) 폭행 또는 협박으로 사람에 대하여 구강, 항문 등 신체(성기는 제외한다)의 내부에 성기를 넣거나 성기, 항문에 손가락 등 신체(성기는 제외한다)의 일부 또는 도구를 넣는 행위를 한 사람은 2년 이상의 유기징역에 처한다.

第297条의2(類似強姦) 暴行 또는 脅迫으로 사람에 對하여 口腔, 肛門 等 身體(性器는 除外한다)의 내부에 성기를 넣거나 성기, 항문에 손가락 등 신체(성기는 제외한다)의 一部 또는 道具를 넣는 行爲를 한 사람은 2年 以上의 有期懲役에 處한다.

## 해설
?

## 참고 문헌
- 김재윤, 손동권, 『새로운 형법각론』, 율곡출판사, 2013. ISBN 978-89-974283-4-2

## 같이 보기
- 성폭행
- 강제추행
- 성희롱
- 성범죄